# Pithiviers-le-Vieil
Pithiviers-le-Vieil é uma comuna francesa na região administrativa do Centro, no departamento Loiret. Estende-se por uma área de 33,59 km². Em 2010 a comuna tinha 1 833 habitantes (densidade: 54,6 hab./km²).